# Амазон пуерто-риканський
Амазон пуерто-риканський (Amazona vittata) — птах родини папугові.

## Зовнішній вигляд
Довжина тіла 25-30 см; вага 250—300 г. Основне забарвлення зелене з чорною облямівкою по краях пір'я. Груди й черевце більше лимонні. Над дзьобом вузька червона смуга. Першорядні махові та криючі крила — сині. Крайнє хвостове пір'я червоне при основі. Дзьоб кольору кістки. Райдужка коричнева. Лапи тілесного кольору. Кільця навколо очей широкі, білі.

## Розповсюдження
Живе на острові Пуерто-Рико.

## Спосіб життя
Населяють гори Лукільо, дощові ліси, пальмові гаї. Живляться квітками, плодами, листям, корою.

## Розмноження
Період розмноження триває з лютого по червень. Гнізда влаштовують у дуплах і нішах великих дерев. Гнізда розташовуються, як правило, на висоті 7-15 м від землі. Дупло для гнізда звичайно шукає самець. Як тільки відповідне місце гніздування знайдене, пара якийсь час досліджує його й очищає від сміття. У кладці 2-3 яйця. Насиджування триває 24—28 днів. Годують пташенят обоє батьків. Пташенята залишають гніздо через 60—65 днів.

## Загрози й охорона
Дуже рідкісний вид, знаходиться на межі вимирання. За даними на кінець ХХ століття, в дикій природі залишилося близько 26 особин і 56 особин у неволі в розпліднику Лукильо. Причини: поселення європейців у XVIII—XIX ст., вирубка зручних для гніздування дерев, зокрема з метою збору меду, вилов, відстріл, урагани початку 20 століття (1928 і 1932 років), відсутність дупел для влаштування гнізд, хижаки, витиснення іншими птахами. Дикі птахи знаходяться під постійним спостереженням і захистом. В 1970-х роках були вжиті заходи й створені умови для розмноження в неволі, завдяки чому з'явилася ще невелика зграя. До кінця ХХ століття були плани відпустити її в дику природу.

## Класифікація
Вид включає 2 підвиди.
- Amazona vittata gracilipes Ridgway, 1915 — вважають вимерлим з 1912 року.
- Amazona vittata vittata (Boddaert, 1783)